# Vulcan (Rakete)
Die Vulcan ist eine Trägerrakete des US-amerikanischen Herstellers United Launch Alliance (ULA). Sie startete erstmals am 8. Januar 2024 und soll nach und nach die ULA-Raketen Delta IV und Atlas V ersetzen. Die Rakete ist nur in Teilen eine Neuentwicklung; überwiegend ist sie von der Atlas V und der Delta IV abgeleitet.

## Entwurf von 2015
Die erste Stufe der Vulcan sollte ursprünglich die Tankstruktur der Delta IV mit 5 Metern Durchmesser übernehmen. Als zweite Stufe sollte anfangs die Centaur-Raketenstufe der Atlas V dienen. Dieses sollte je nach Missionsanforderungen ein bis vier Triebwerke des Typs RL10C besitzen und auf einem konischen Stufenadapter angebracht sein. Auch die Nutzlastverkleidungen mit 4 m oder 5 m Durchmesser der Atlas V sollten übernommen werden. Die 5-m-Nutzlastverkleidung hätte neben der Nutzlast auch die Centaur und ihren Adapter umschlossen. Die Rakete sollte außerdem über bis zu vier Feststoffbooster bei der 4-m-Nutzlastverkleidung verfügen und maximal sechs Feststoffbooster bei der 5-m-Nutzlastverkleidung.
Für eine spätere Raketenversion war eine neue Zweitstufe namens Advanced Cryogenic Evolved Stage (ACES) geplant. Diese hätte druckversteifte Tanks mit dreifacher Kapazität besessen. Wie die Centaur sollte sie flüssigen Wasserstoff und flüssigen Sauerstoff als Treibstoff verwenden. Die Tanks sollten durch verdampften Treibstoff unter Druck gesetzt werden. Dieser wäre auch für die Lageregelung und Erzeugung von elektrischer Energie verwendet worden. So hätte die Stufe wochenlang in Betrieb sein können.

## Heutiger Aufbau der Rakete

### Erste Stufe
Die Erststufe der Vulcan hat einen Durchmesser von 5,4 Metern. Sie verwendet zwei BE-4-Triebwerke von Blue Origin; als Treibstoff kommen flüssiges Methan und flüssiger Sauerstoff zum Einsatz. Nicht zum Zuge kam das ebenfalls evaluierte AR1 von Aerojet Rocketdyne, das mit Kerosin und flüssigem Sauerstoff betrieben werden soll.
In einer späteren Vulcan-Version soll die Triebwerkseinheit, bestehend aus den Triebwerken und der tragenden Struktur, nach Brennschluss abgetrennt werden. Ein aufblasbarer Hitzeschutzschild soll sie anschließend vor den Temperaturen beim Wiedereintritt schützen und im Wasser den nötigen Auftrieb verleihen, um sie später wiederverwenden zu können. Anfängliche Planungen sahen vor, dass die Triebwerkseinheit am Fallschirm hängend von einem Hubschrauber eingefangen wird.

### Zweite Stufe
Die zweite Raketenstufe ist eine Weiterentwicklung der Centaur-Oberstufe von Atlas und Vulcan. Sie hat wie die Erststufe einen Durchmesser von 5,4 Metern und ist mit zwei Triebwerken des Typs RL10C-X bestückt, einer neuen Version des schon mit der alten Centaur verwendeten RL10. Damit entschied ULA sich gegen das ebenfalls zur Auswahl stehende BE-3U von Blue Origin und ein Triebwerk von XCOR.

### Zusatzbooster und Varianten
Die Vulcan Centaur ist in fünf Varianten geplant. Das kleinste Modell ohne Feststoffbooster soll eine Nutzlastkapazität von bis zu 10,6 t für niedrige Erdumlaufbahnen (LEO) und 3,5 t für geostationäre Transferbahnen (GTO) bieten. Mit zwei, vier oder sechs Boostern steigt die Transportleistung schrittweise bis 27,2 t LEO, 14,5 t GTO und 6,5 t für den direkten Start in geostationäre Umlaufbahnen (GEO). Später soll auch eine Heavy-Variante mit stärkerer Centaur-Zweitstufe für bis zu 15,3 t GTO und 7 t GEO angeboten werden.
Die Feststoffbooster vom Typ GEM 63XL wurden bereits vor dem Vulcan-Erstflug mit der Atlas V erprobt.

### Namensschema
Die verschiedenen Vulcan-Varianten sind ähnlich wie die der Atlas V benannt. Das Namensschema besteht aus vier Teilen:
- Erste Stelle: V für „Vulcan“
- Zweite Stelle: C für Centaur-Oberstufe
- Dritte Stelle: Anzahl der Feststoffbooster – 0, 2, 4 oder 6
- Vierte Stelle: Nutzlastverkleidungstyp – S für die Standardausführung mit 15,5 m Länge und L für die verlängerte Variante mit 21,3 m Länge.[9]

Beispielsweise stünde die Bezeichnung „VC6L“ für eine Vulcan mit Centaur-Oberstufe, 6 Feststoffboostern und verlängerter Nutzlastverkleidung.

## Zwischenfälle
Beim zweiten Start einer Vulcan im Oktober 2024 zerbrach die Düse eines der beiden Feststoffbooster. Die beiden Haupttriebwerke und die Zweitstufe konnten den Schubverlust durch eine längere Brenndauer ausgleichen. Hierzu wurden reguläre Treibstoffreserven genutzt. Die Nutzlast erreichte die geplante Umlaufbahn, sodass der Start als Erfolg zu werten ist. Der Zwischenfall verhinderte jedoch eine schnelle Zertifizierung der Rakete durch die U.S. Space Force.

## Startliste

### Erfolgte Starts
Stand der Liste: 13. August 2025
| Lfd. Nr. | Datum (UTC)         | Typ  | Seriennr. | Startplatz   | Nutzlast / Mission | Art der Nutzlast                          | Orbit a | Anmerkungen                            |
| 2024     | 2024                | 2024 | 2024      | 2024         | 2024               | 2024                                      | 2024    | 2024                                   |
| -------- | ------------------- | ---- | --------- | ------------ | ------------------ | ----------------------------------------- | ------- | -------------------------------------- |
| 01       | 8. Jan. 2024 07:18  | VC2S | V-001     | CCSFS SLC-41 | Peregrine M1       | Mondlander                                | HEO     | Erfolg                                 |
| 02       | 4. Okt. 2024 11:25  | VC2S | V-002     | CCSFS SLC-41 | Cert-2             | Massesimulator                            | LEO     | Erfolg                                 |
| 2025     |                     |      |           |              |                    |                                           |         |                                        |
| 03       | 13. Aug. 2025 00:56 | VC4S | V-003     | CCSFS SLC-41 | USSF-106 NTS-3     | militärische Mission Technologieerprobung | GSO     | Erfolg, erster Start mit vier Boostern |

### Geplante Starts
| Datum oder Anzahl | Typ  | Startplatz   | Nutzlast / Mission        | Art der Nutzlast                       | Orbit a | Anmerkungen, Belege    |
| ----------------- | ---- | ------------ | ------------------------- | -------------------------------------- | ------- | ---------------------- |
| 2025              | VC4  | CCSFS SLC-41 | USSF-87                   | militärische Mission                   |         |                        |
| 2025              | VC4L | CCSFS SLC-41 | Dream Chaser 1            | Versorgungsraumschiff                  | LEO     | ISS-Versorgung (CRS 2) |
| [ 22 ]            | VC4  | CCSFS SLC-41 | USSF-112                  | militärische Mission                   |         |                        |
| [ 23 ]            |      | CCSFS SLC-41 | WGS-11+                   | militärischer Kommunikationssatellit   |         |                        |
| [ 23 ]            |      | CCSFS SLC-41 | GPS-III 10                | Navigationssatellit                    | MTO b   |                        |
| [ 23 ]            |      | CCSFS SLC-41 | USSF-16                   | militärische Mission                   |         |                        |
| [ 23 ]            |      | CCSFS SLC-41 | USSF-23                   | militärische Mission                   |         |                        |
| [ 23 ]            |      | CCSFS SLC-41 | USSF-43                   | militärische Mission                   |         |                        |
| [ 24 ]            |      | CCSFS SLC-41 | NROL-64                   |                                        |         |                        |
| [ 24 ]            |      | VSFB SLC-3E  | NROL-83                   |                                        |         |                        |
| [ 24 ]            |      | VSFB SLC-3E  | T1TL-B                    | Frühwarn- und Kommunikationssatelliten | LEO     |                        |
| [ 24 ]            |      | VSFB SLC-3E  | T1TL-D                    | Frühwarn- und Kommunikationssatelliten | LEO     |                        |
| [ 24 ]            |      | CCSFS SLC-41 | USSF-114                  | militärische Mission                   |         |                        |
| [ 26 ]            |      | CCSFS SLC-41 | GPS-III 9                 | Navigationssatellit                    | MTO b   |                        |
| [ 26 ]            |      |              | NROL-73                   |                                        |         |                        |
| [ 26 ]            |      |              | NROL-56                   |                                        |         |                        |
| [ 26 ]            |      |              | STP-5                     | militärische Mission                   |         |                        |
| [ 26 ]            |      |              | NROL-118 „Silentbarker 2“ |                                        |         |                        |
| [ 26 ]            |      |              | GPS-III F1                | Navigationssatellit                    |         |                        |
| [ 26 ]            |      |              | NROL-100                  |                                        |         |                        |
| [ 26 ]            |      |              | USSF-95                   | militärische Mission                   |         |                        |
| [ 26 ]            |      |              | NROL-109                  |                                        |         |                        |
| [ 26 ]            |      |              | T2TL-B                    | Frühwarn- und Kommunikationssatelliten |         |                        |
| [ 26 ]            |      |              | USSF-25                   | militärische Mission                   |         |                        |
| 6 Starts          | VC4L | CCSFS SLC-41 | Dream Chaser              | Versorgungsraumschiff                  |         | ISS-Versorgung (CRS 2) |
| 38 Starts         | VC6L |              | KuiperSat                 | Kommunikationssatelliten               | LEO     |                        |